# Полудёнка (Тугулымский муниципальный округ)
Полудёнка — деревня в Тугулымском городском округе Свердловской области, России.

## Географическое положение
Деревня Полудёнка муниципального образования «Тугулымского городского округа» расположена в 16 километрах к северо-западу от посёлка Тугулым (по автотрассе в 23 километрах), в лесной местности, на водоразделе рек Айба и Тугулымка (левые притоки реки Пышма).

## Население
| 2002 | 2010 |
| ---- | ---- |
| 0    | ↗10  |